# Zakaria Fdaouch
Zakaria Fdaouch (Mont-de-Marsan, 11 maart 1997) is een Frans voetballer met Marokkaanse roots die sinds 2024 uitkomt voor KMSK Deinze.

## Clubcarrière
Fdaouch genoot zijn jeugdopleiding bij Stade Montois en Girondins de Bordeaux. Bij Bordeaux stroomde hij in het seizoen 2015/16 door naar het B-elftal van de club in de CFA, maar werd hij uiteindelijk naar de uitgang geduwd. Fdaouch zette zijn carrière verder bij LB Châteauroux, waar hij twee jaar bleef. Ook hier raakte hij niet verder dan het beloftenelftal.
In de seizoenen 2018/19 en 2019/20 kwam Fdaouch met respectievelijk UES Montmorillon en Les Genêts d'Anglet uit in de Championnat National 3. Tussen 2020 en 2022 lag hij onder contract bij US Saint-Malo, dat toen uitkwam in de Championnat National 2. In de seizoenen 2022/23 en 2023/24 speelde hij in de Championnat National in het shirt van respectievelijk FC Martigues en Dijon FCO.
In juli 2024 ondertekende Fdaouch een tweejarig contract met optie op een extra seizoen bij de Belgische tweedeklasser KMSK Deinze.
1 Verwaal ·
2 El Banouhi ·
3 Boone ·
4 De Greef ·
5 Bizimana ·
6 Lecomte ·
7 Staelens ·
8 Tarfi ·
9 Mertens ·
10 Hendrickx ·
11 Challouk ·
12 Van Walle ·
13 Prychynenko  ·
14 Dansoko ·
15 De Looze ·
16 Janssens ·
17 Vansteenkiste ·
20 Schamp ·
22 Blondelle ·
23 Vandenberghe ·
25 Tossavi ·
27 Geeraerts ·
28 Dutoit ·
34 Abrahams ·
59 Fuakala ·
99 De Belder ·
Coach: De Decker
· Assistent-coach: Monteyne
· Assistent-coach: Le Postollec